# Mörttjärnen (Lockne socken, Jämtland, 698447-144835)
Mörttjärnen är en sjö i Östersunds kommun i Jämtland och ingår i Ljungans huvudavrinningsområde.